# پین هوک، میسوری
پین هوک (به انگلیسی: Pinhook) یک روستا (ایالات متحده آمریکا) در ایالات متحده آمریکا است که در شهرستان می‌سی‌سی‌پی، میزوری واقع شده‌است.
 پین هوک ۰٫۳۶ کیلومتر مربع مساحت و ۳۰ نفر جمعیت دارد و ۹۲ متر بالاتر از سطح دریا واقع شده‌است.